# Paul Gavarni

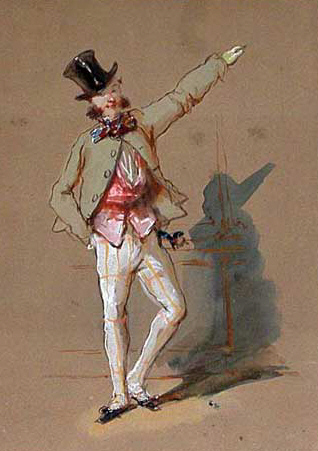
Teckning av Paul Gavarni.

Paul Gavarni, född 13 januari 1804 i Paris, död 23 november 1866 i Paris, var en fransk tecknare. 
Han hette egentligen Sulpice Guillaume Chevalier, men antog som konstnär namnet Gavarni efter en by i Pyrenéerna, varifrån han daterade sina tidigaste teckningar. Han var först mekaniker, började 1835 att teckna för modejournaler, fick ledningen av tidskriften "Les gens du monde" och blev sedermera medarbetare i tidningen "Le Charivari". I den förstnämnda började han en serie teckningar (återgivna i litografi): Les lorettes, Les actrices, Les artistes, Les éludiants de Paris, Les bals masqués, Les souvenirs du carnaval, La vie des jeunes hommes med flera som var skildringar ur Paris' bohemliv, framställda i träffande drag och med äkta moderna figurer. Mörkare sidor framställs i Invalides du sentiment och Lorettes vieillis, vilka räknas till hans bästa verk. Därjämte framdrager tecknaren även de förvända sidorna inom det ordnade samhällslivet, som i Masqués et visages och Les fourberies des femmes.
Gavarni kom 1849 till London, och den fattighet, som han där noga studerade, påverkade honom starkt. I sina senare teckningar växer han till social skildrare av betydenhet och hans Thomas Vireloque, trashanken och gatufilosofen, framstår som en av 1800-talets mest förfärande typer inom konsten. Mot slutet av sitt liv återvände Gavarni till sin ungdoms sysselsättning, till mekaniska och matematiska arbeten, och under sitt tillbakadragna liv på en villa i Auteuil, utanför Paris, fördjupade han sig i studier rörande luftseglingskonsten. Ett urval av hans arbeten utkom 1845 till 1848 i fyra band under titeln Œuvres choisies de Gavarni med text av Jules Janin, Théophile Gautier och Honoré de Balzac. En annan samling, Perles et parures, utgavs i två band 1850.
I Nordisk familjebok heter det, att "under den lätta ytan lefde en allvarlig ande. Icke så att tecknaren framträdde såsom något slags moralpredikant, utan på samma gång han lät de lätt utkastade bilderna med glädtig och äkta fransk fantasi skildra lifvet i dess cyniska lustighet, visar han sig själf stå öfver detta lif, af hvars ihålighet och osedlighet han ger en aning. Under den andra perioden af hans lefnad framträder skarpt denna allvarliga uppfattning, då han betraktar frånsidan af medaljen." Vidare sägs: "Med åren blef G :s blick för lifvets allvar allt skarpare, han skildrade då med förkärlek det moderna samhällets lägsta lager och deras olyckliga tillvaro." 
Bedömningen avslutas med orden: "G. utbildade ett eget sätt att teckna, som visserligen ej är utan maner, men fullt af esprit och karaktär. Tidskaraktären och tidskostymen återger han förträffligt. Han hör till de förnämste af de franske tecknare, som till mästerskap utvecklat det litografiska förfaringssättet."